# Franjo Tuđman Lufthavn
Franjo Tuđman Lufthavn (IATA: ZAG, ICAO: LDZA), også kaldet Pleso Lufthavn, er en lufthavn, der er beliggende i Velika Gorica ved Zagreb, Kroatien. Lufthavnen er beliggende 10 km fra byens hovedbanegård og betjente i 2009 2.062.242 passagerer. I tilknytning til den civile lufthavn ligger det kroatiske luftvåbens hovedsæde.
Lufthavnen blev indviet i 1962 og havde først kun en 2.500 lang landingsbane og en terminal på 1.000 m². Der blev opført en ny terminal i 1966, mens landingsbanen blev udvidet i 1974.
Det største flyselskab i lufthavnen er Croatia Airlines, der bl.a. flyver til Københavns Lufthavn. Norwegian beflyver også ruten Zagreb-København.